# Monte Rotella
Il monte Rotella (2129 m s.l.m.) è una cima montuosa dell'Appennino abruzzese, situata nella bassa provincia dell'Aquila.

## Descrizione
La montagna sovrasta a sud-ovest l'altopiano delle Cinquemiglia, nei prodromi meridionali del massiccio della Maiella. Posta nei territori dei comuni di Cansano, Rivisondoli e Rocca Pia, a nord-est si affaccia verso il monte Pizzalto e il monte Porrara, sovrastando il Primo Campo e l'altopiano del Quarto Grande, mentre a nord-ovest dà sulla Valle del Gizio.
Sulla sua vetta vi sono un monumento dedicato agli alpini, fatto realizzare nel 1986 dall'alpinista Sergio Paolo Sciullo della Rocca, insignito della medaglia d'oro mauriziana alpina, consistente nel cappello con penna da essi indossato, e una croce del XX secolo, facente parte di un sistema di croci che percorre tutte le cime della dorsale del gruppo montuoso di appartenenza. Si tratta del primo monte in Abruzzo ad aver adottato la segnaletica sentieristica rossa e bianca del CAI (in precedenza la segnaletica era gialla e rossa o solo rossa). Luogo di esercitazione per i cavalieri templari nel Medioevo, nel corso della storia fu frequentato anche dai religiosi Davide Cocco Palmieri, Diomede Falconio ed Orazio Quirico Porreca.